# 台湾民衆党 (1927年)

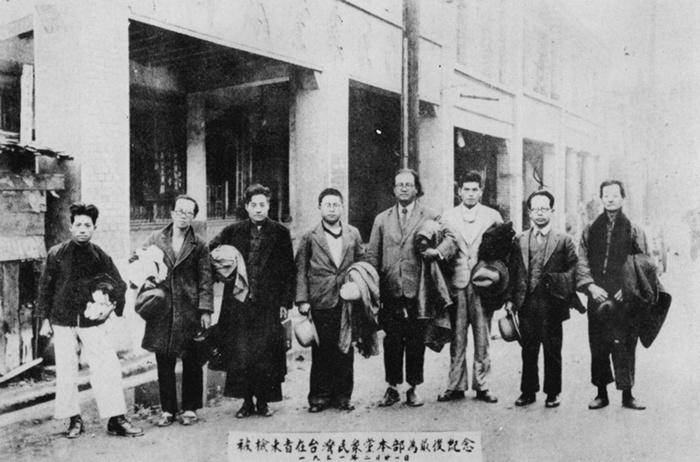
台湾民衆党員

元台湾民衆党の旗(1929年1月2日－1929年10月5日)

台湾民衆党の旗(1929-1931)

台湾民衆党（たいわんみんしゅうとう）とは1927年7月10日、李応章、蔣渭水、林献堂、蔡培火等により日本統治時代の台湾で結成された政治結社である。

## 台湾文化協会の分裂
台湾の民族運動家として知られる蔣渭水、林献堂、蔡培火などは当初、台湾文化協会を拠点として民族運動を行っていた。しかし台湾文化協会内では無産主義左派が台頭し、遂に1927年1月3日の理事会で連温卿が中心となって左派が主導権を握った。このため穏健派の幹部は文化協会を脱退するに至った。
同年2月、穏健派の旧幹部は会合を開き、台湾文化協会と関係の深い新聞『台湾民報』から無産主義左派を追放することや、自ら新たに政治結社を造ることを協議した。同年3月に植民地自治論者の東京帝大法学部教授・矢内原忠雄が訪台したことも追い風となり、まず5月に「台政革新会」の設立が謀られ、その後内部での議論や警察の介入を経て、5月29日に「台湾民党」が新党として発足した。しかしこれは6月3日に警察により解散させられてしまう。台湾民党側は更に協議し、「民本政治」「合理的な経済組織の建設」「不合理な社会制度の撤廃」を綱領の軸にして再結党を試みた。これに対して警察は蔣渭水を新党から排除することを要求し、新党内部での紛糾の末、蔣渭水を排除しない形で7月10日に「台湾民衆党」として結党されるに至った。台湾総督府側は、台湾の民族運動穏健派を弾圧してかえって彼らの運動を地下化させるよりは、監視の下で運動を認める方が統制が容易である、という理由から台湾民衆党を認可した。また、台湾総督府側は将来、台湾民衆党が内部対立で分裂することを見越していたともいわれる。
台湾民衆党が台湾総督府から認可されたことにより、従来総督府により台湾で発禁とされていた『台湾民報』は党機関紙として台湾での発行を許可された。

## 活動
台湾民衆党の政治活動としては、台湾議会設置請願運動の継続や、台湾総督府評議会への反対運動、地方自治制度の改革運動、米庫利用組合への反対運動、民衆への啓蒙活動、アヘン厳禁運動、労働・農民運動の推進などがある。アヘン厳禁運動では国際連盟の台湾への介入をもたらし、総督府のアヘン専売政策を転換させるきっかけとなった。
主要幹部の蔣渭水が労働運動を重視し、1928年に「台湾工友総聯盟」を設立する一方で、党内では左派と右派の対立が次第に表面化した。1928年7月には幹部の彭華英が左派の伸張を嫌って離党した。蔣渭水中心の左派が更に勢力を拡大する中で、林献堂、蔡培火等も党の左傾化を嫌って、1930年8月に台湾地方自治聯盟を設立した。10月には林献堂、蔡培火らも民衆党を離党することになった。こうした中、警察は1931年2月に、民衆党が階級闘争や民族運動に傾きすぎたことを理由に党の解散処分を下し、構成員数十人を検挙した。8月には蔣渭水が病死し、台湾民衆党は復活することはなかった。